# 모빌진
모빌진(영어: mobilgene)은 현대오토에버의 소프트웨어 솔루션 브랜드이다.

## 브랜드명
모빌진은 모빌리티(mobility)와 유전자를 의미하는 진(gene)이 결합한 단어이다.

## 플랫폼

### 모빌진 클래식
모빌진 클래식(mobilgene Classic)은 현대자동차그룹 주도로 개발한 오토사 기반의 소프트웨어 플랫폼이다. 이 기술은 2020년 1월 15일에 출시된 제네시스 GV80에 적용됐으며, 전자제어 및 ADAS 기능을 향상시킨다. 또한 현대자동차 및 기아의 1세대 160여 종의 제어기에 적용되었다.

### 모빌진 어댑티브
모빌진 어댑티브(mobilgene Adaptive)는 자율주행·커넥티비티 및 차세대 통합제어기용 고성능 반도체 대응이 가능한 소프트웨어 플랫폼으로, 미국 윈드리버社와 현대오트론이 2019년부터 공동개발을 진행했다. 이 기술은 2020년 1월 6일, CES 2020에서 시연됐으며 차량 데이터를 송수신하는 커넥티비티 컨트롤 유닛의 차세대 모델에 모빌진 어댑티브 기술을 적용해 기존 차량과 상호 호환성 및 상호 동작성을 공개했다.

## 같이 보기
- 현대자동차그룹
- 현대오트론
- 소프트웨어